# Elisabeth Plum
Elisabeth Plum (født 3. december 1952) er en dansk forsker, forfatter og foredragsholder. Plum er mag.art. i kultursociologi og uddannet psykoterapeut med speciale i organisationsudvikling. Fra 2007 til 2010 var Plum gæsteprofessor ved Middlesex University Business School i London.
Plum skrev den første bog i Danmark om mangfoldighedsledelse i samarbejde med Benedikte Jacobs og Dorte Cohr Lützen i 2001. Begrebet er en oversættelse af det amerikanske begreb Diversity Management, som analyserer ledelsesværktøjer ud fra en antagelse om, forskellighed er "en styrke, der kan berige organisationernes fælles erfaring og udvikling."
I 2007 udviklede Plum en ny version af begrebet Kulturel Intelligens, der adskiller sig fra tidligere versioner ved at være defineret som en social kompetence, der kun kan ses i det interkulturelle møde, og derfor ikke kan måles hos et enkelt individ. Plums definition af kulturel intelligens blev udviklet til bogen Kulturel intelligens, som hun skrev i samarbejde med Benedikte Achen, Inger Dræby og Iben Jensen i 2007.
Plum var leder af det europæiske lederudviklingsprogram, Crossing the Boundaries i 1996 - 1999 og i 2004 - 2007. I 1982-1987 var Plum medlem af ligestillingsudvalget i Dansk Magisterforening og hun sad i bestyrelsen på Institut for Uddannelsesforskning på Roskilde Universitet i 1994-97.

## Udvalgte artikler
2015: ”Tag lederskab af projektgruppens kultur – og skab større værdi" artikel for Foreningen Dansk Projektledelse.
2014: ”In need of a more modern culture paradigm" artikel på Dansk Industris Global Leadership Academy
2013: ”Actively managing differences - They found the overlooked resource for innovation." artikel på Dansk Industris Global Leadership Academy,
2007: ”Kulturel intelligens - at skabe konstruktivt samarbejde på tværs af forskelle”
2006: ”Mangfoldighedsledelse – dynamikken mellem ligestilling og ressourcer”, artikel i tidsskriftet: Erhvervspsykologi, Vol. 4, nr. 1, marts 2006